# Mount Merrion House

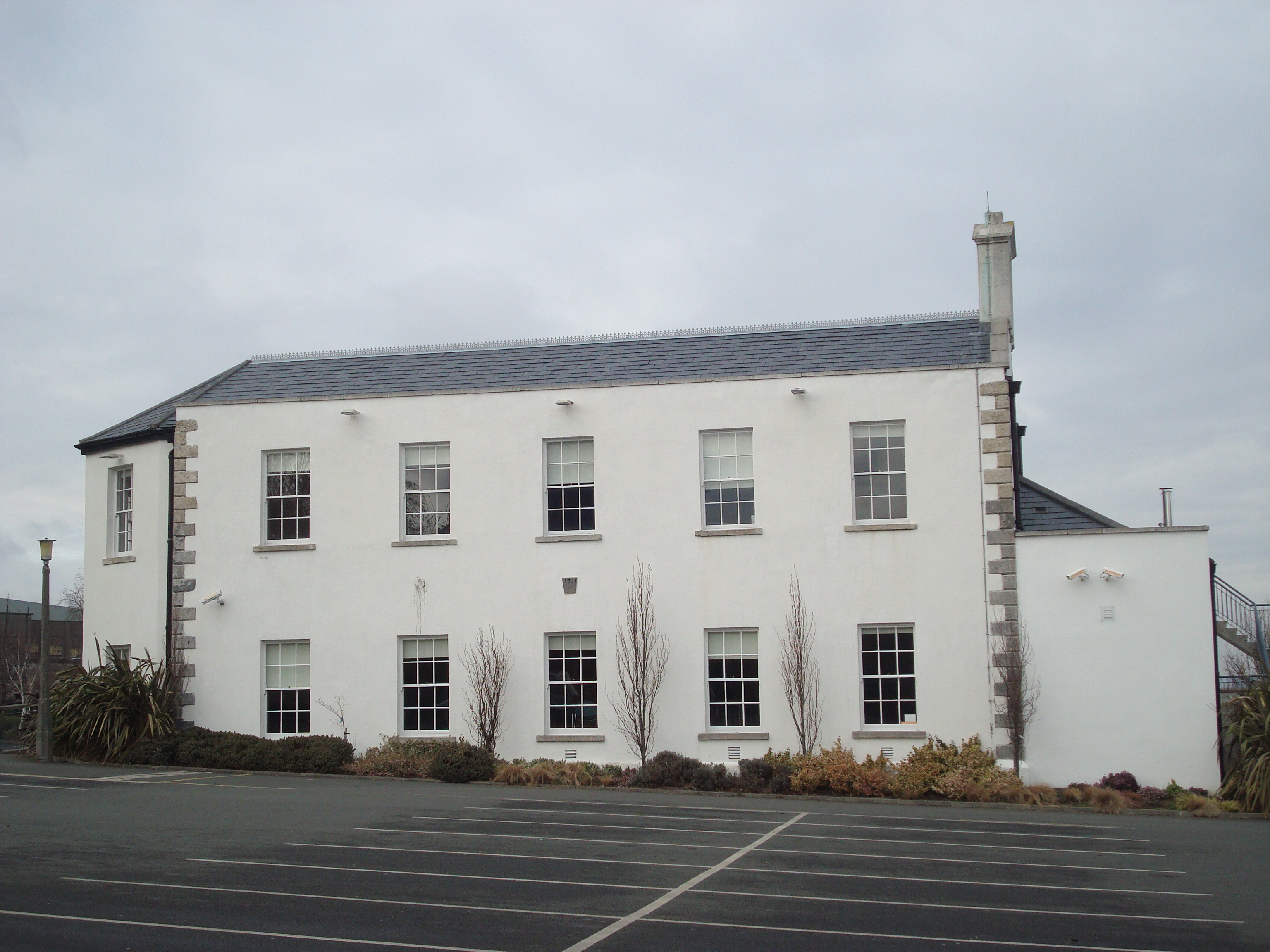
Fassade von Mount Merrion House

Mount Merrion House ist ein Landhaus aus dem 18. Jahrhundert in Mount Merrion, einem Vorort der irischen Hauptstadt Dublin.

## Geschichte
Richard FitzWilliam, 5. Viscount FitzWilliam, ließ das Haus in den Jahren 1710 und 1711 erbauen, da ihr bisheriges Domizil, Merrion Castle, zu dieser Zeit bereits so verfallen war, dass es nicht mehr als Wohnung dienen konnte. Das Haus auf dem Hügel von Mount Merrion war von einer 2,4 Meter hohen Granitmauer umgeben. 1726 verließ die Familie FitzWilliam Irland und zog nach England um. Das Haus gehörte ihnen aber weiterhin und wurde vermietet.
Der nächste Familienangehörige, der in dem Haus wohnte, war Richard FitzWilliam, 7. Viscount FitzWilliam, der unverheiratet und kinderlos blieb. Vor seinem Tod 1816 vermachte er seine ausgedehnten Ländereien seinem Vetter, George Herbert, 11. Earl of Pembroke. Eine Zeitlang lebte die Agentin der Familie, Barbara Verschoyle und ihr Gatte, Sidney Herbert, 1. Baron Herbert of Lea, in dem Haus und später, 1903–1914, Sir Nevile Wilkinson.

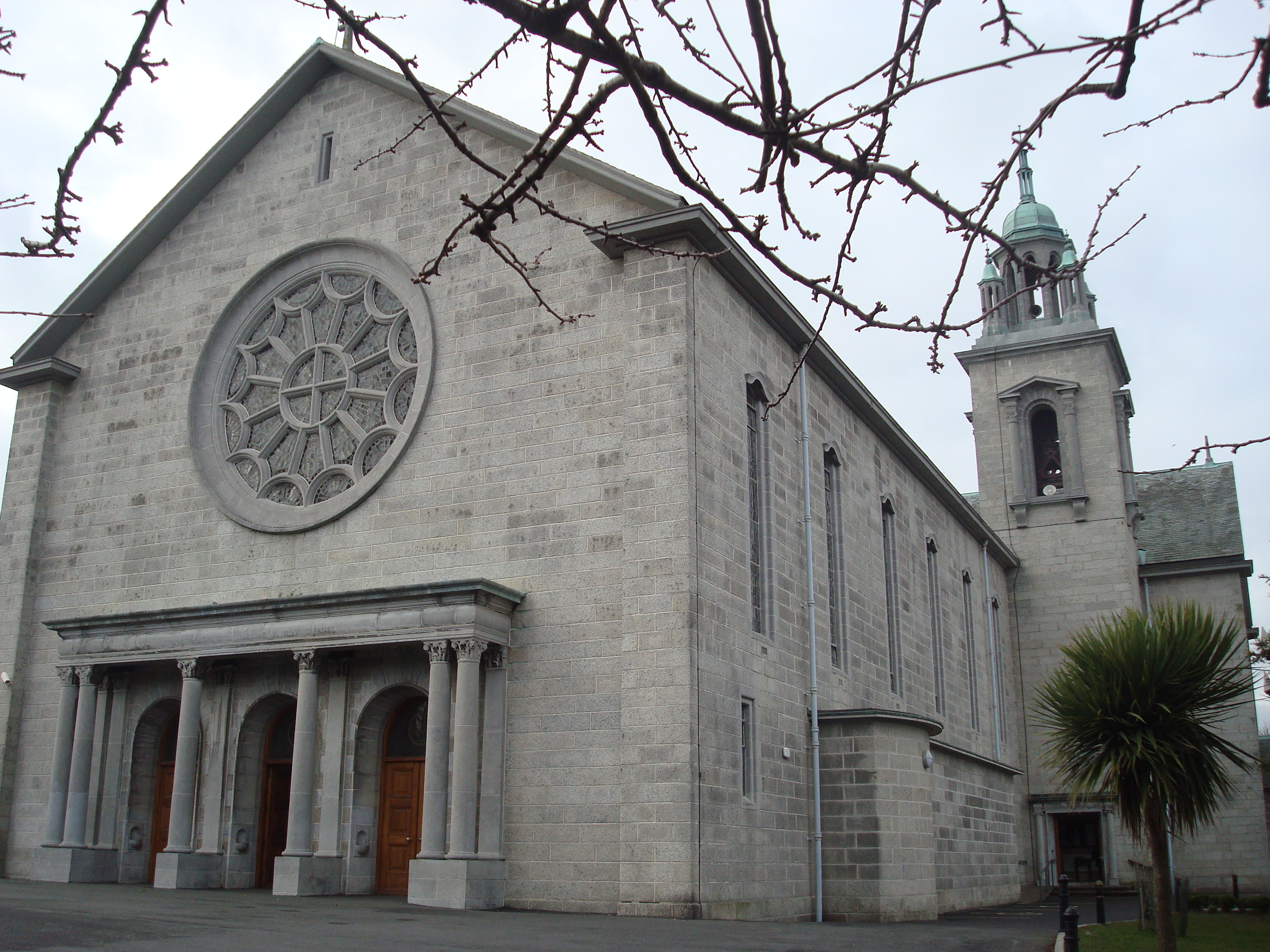
Kirche St. Therese

1925 begann man mit dem Verkauf des Anwesens an Bauträger und Mitte des 20. Jahrhunderts entstanden auf dem Grundstück in großem Umfang Wohnhäuser. Das Landhaus selbst wurde 1936 an die katholische Kirche verkauft. Das Haupthaus wurde in einen katholischen Kirchenbau umgewandelt und 1956 wurde ein neuer Kirchenbau für die Kirchengemeinde St. Therese angefügt. Der Großteil des Landhauses wurde in den 1970er-Jahren abgerissen. Der vordere Teil jedoch blieb erhalten und an ihn wurde ein neues Gemeindezentrum hinten angebaut. Dieses Gemeindezentrum sollte kürzlich renoviert und die Reste des Landhauses komplett abgerissen werden, aber nach erheblichem Protest änderte man die Pläne. Auch die Stallungen des alten Landhauses sind noch neben der Kirche zu sehen. Das ursprüngliche Granittor in der Umfassungsmauer wurde erhalten und steht heute am Eingang der Willow Park School an der Rock Road.

## Rehpark

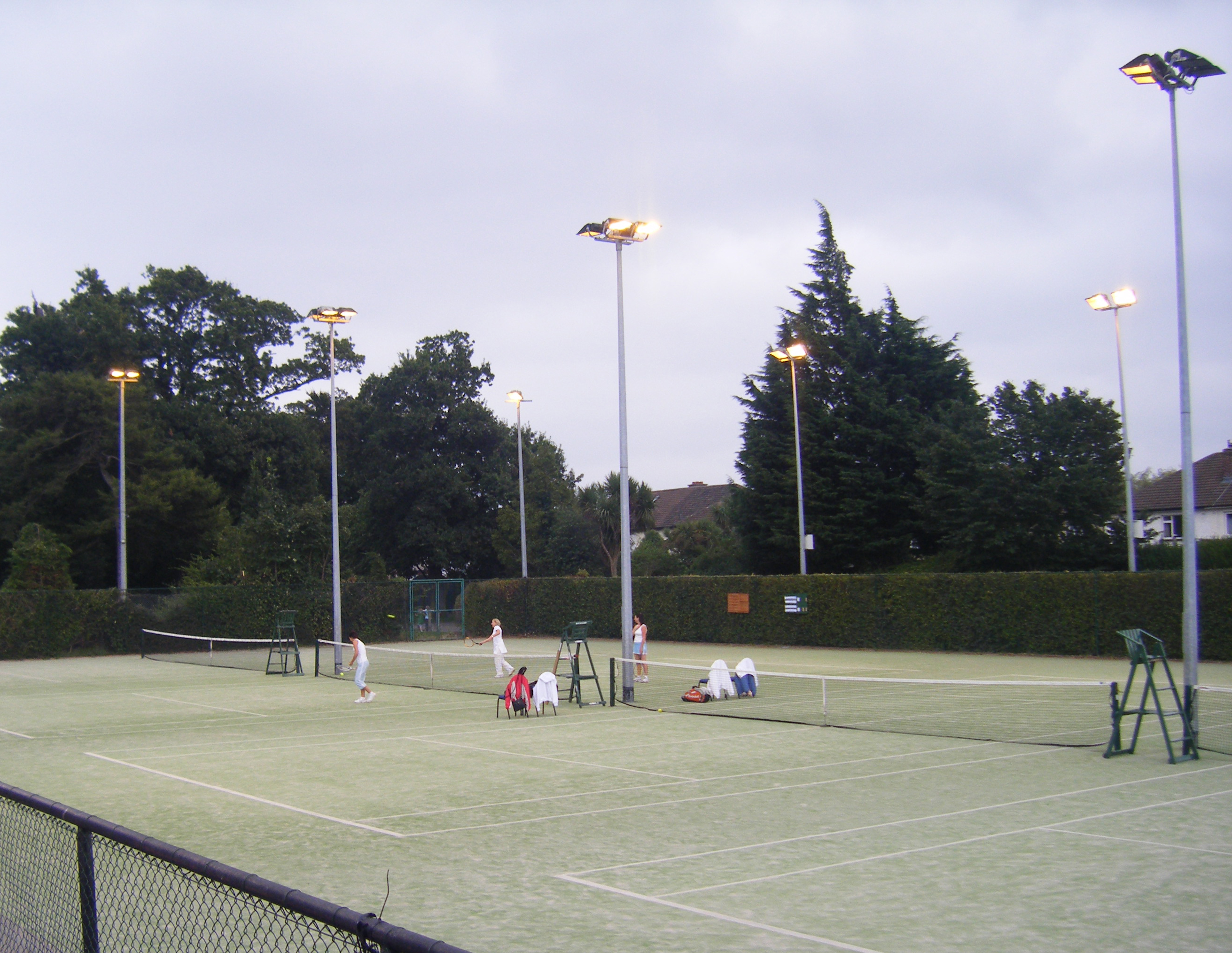
Deerpark Lawn Tennis Club

Den Rehpark ließ der 5. Viscount FitzWilliam anlegen. Er liegt hinter dem Mount Merrion House und ist heute öffentlich zugänglich. 1971 wurde ein öffentlicher Park angelegt, der aus dem ehemaligen Rehpark, einigen offenen, öffentlichen Flächen und einigen zugekauften, privaten Grundstücken besteht. Dort finden sich Einrichtungen für den Breitensport (Fußball und Gaelic Football, sowie der Deerpark Tennis Club) und ein Landschaftspark. Von dort aus hat man einen guten Überblick über die Innenstadt von Dublin im Norden. Auch das jährliche Skyfest-Feuerwerk in der Innenstadt von Dublin um den Saint Patrick’s Day kann man von dort gut beobachten, ebenso die gelegentlich in der Gegend von Dublin auftretenden Polarlichter. Im Süden sieht man einen Teil der Dublin Mountains. Der weiße Hengst von ”Strongboe” soll irgendwo im Rehpark begraben liegen. Ein Teil des Rehparks wurde später zum FitzWilliam Lawn Tennis Club (nur für Herren) am Appian Way.